# Окулярник каролінський
Окулярник каролінський (Zosterops semperi) — вид горобцеподібних птахів родини окулярникових (Zosteropidae). Мешкає на островах Палау і Федеративних Штатів Мікронезії.

## Опис
Довжина птаха становить 10 см. У представників номінативного підвиду лоб, тім'я і верхня частина тіла має жовтувато-оливкове або зеленувато-оливкове забарвлення. Виду не притаманний статевий диморфізм. Каролінські окулярники різняться від зовні схожих ротійських окулярників відсутністю жовтої плями на лобі, світлішим відтінком жовтої нижньої частини тіла, темнішими дзьобом і лапами.

## Підвиди
Виділяють три підвиди:
- Z. s. semperi Hartlaub, 1868 — Палау;
- Z. s. owstoni Hartert, E, 1900 — острови Чуук (Федеративні Штати Мікронезії);
- Z. s. takatsukasai Momiyama, 1922 — острів Понпеї (Федеративні Штати Мікронезії).

## Поширення і екологія
Каролінські окулярники поширені на островах Каролінського архіпелагу. Вони живуть в рівнинних тропічних лісах і чагарникових заростях.